# Dura plectrophora
Dura plectrophora är en fjärilsart som beskrevs av Collenette 1947. Dura plectrophora ingår i släktet Dura och familjen tofsspinnare. Inga underarter finns listade i Catalogue of Life.